# Kazimierz Krzyształowicz
Kazimierz Krzyształowicz (ur. 28 lutego 1876 w Krakowie, zm. 26 października 1955 w Krakowie) – polski pianista i pedagog.
Studia odbył w Konserwatorium Towarzystwa Muzycznego w Krakowie u Bolesława Domaniewskiego oraz Jerzego Lalewicza, a także w Wiedniu, Lipsku i Berlinie, gdzie kształcił się pod kierunkiem m.in. Hugona Riemanna i Ignacego Friedmana. Od 1907 r. prowadził klasę fortepianu w macierzystej uczelni. W wyniku nieporozumień personalnych z władzami Konserwatorium Krzyształowicz powołał do życia oddzielną szkołę muzyczną o uprawnieniach konserwatorium – Szkołę Muzyczną im. Władysława Żeleńskiego, której został dyrektorem. W latach 1950–1954 prowadził klasę fortepianu w Państwowej Wyższej Szkole Muzycznej.
Wśród jego uczniów znaleźli się m.in. Adam Kaczyński, Stanisława Golachowska, Włodzimierz Ormicki, Władysława Markiewiczówna, Wilhelm Mantel, Zbigniew Jeżewski, Ludwik Stefański, Józefa Palusińska, Franciszek Skołyszewski, Włodzimierz Obidowicz i Adam Kopyciński.